# Dobrogost herbu Nałęcz
Dobrogost herbu Nałęcz (ur.w drugiej połowie XII w.– zm. 1226) – rycerz polski herbu Nałęcz, wojewoda poznański.

## Życiorys
Dobrogost urodził się w II połowie XII wieku w Wielkopolsce, w polskiej rodzinie rycerskiej herbu Nałęcz, jako syn Jana. Dobrogost był rycerzem związanym z księciem Władysławem Laskonogim. Przed 1208 objął urząd wojewody gnieźnieńskiego, jako wojewoda podpisał 12 czerwca 1208 dokument nadania przez księcia Władysława dla klasztoru cystersów w Łubnie. W latach 1216–1217 brał udział w walkach Laskonogiego z Władysławem Odonicem o tron wielkopolski. W tym okresie został mianowany wojewodą poznańskim. Podczas kolejnej wojny z Odonicem oblegał Ujście. Zginął pod tym grodem, 15 lipca 1226 w przegranej bitwie.
Według B. Paprockiego, K. Niesieckigo pisał się z Szamotuł.
Jego synami byli: Jan (kasztelan śremski) i Tomasz (kasztelan poznański).